# Сылгылыр
Сылгылы́р (также Сылгылыыр) — река в Якутии (Россия), левый приток Амги, принадлежит к бассейну реки Лены. Протекает по территории Алданского района Якутии. Длина — 149 км, площадь водосборного бассейна составляет 1920 км².
Берёт начало на востоке Приленского плато, к югу от национального парка «Ленские столбы», на высоте более 401 метров над уровнем моря. Течёт преимущественно в южном направлении, в верховьях по холмистой тайге с преобладанием лиственницы, южнее преобладают сосна и лиственница. В верховьях реку пересекает автодорога Лена A360. В среднем течении русло расширяется до 20-24 м. Впадает в Амгу слева двумя рукавами, образующими остров Сылгылыр-Арыта, в 811 км от её устья, ниже впадения Улу, на высоте менее 239 м над уровнем моря. Ширина в нижнем течении — всего 10-17 м при глубине 0,3-0,6 м. Замерзает с середины октября до второй половины мая.
Основной приток — река Налбагар длиной 64 км (правый).

## Данные водного реестра
По данным государственного водного реестра России и геоинформационной системы водохозяйственного районирования территории РФ, подготовленной Федеральным агентством водных ресурсов:
- Бассейновый округ — Ленский
- Речной бассейн — Лена
- Речной подбассейн — Алдан
- Водохозяйственный участок — Амга
- Код водного объекта — 18030600812117300048894[5].